# Данько Юрій Іванович
Данько Юрій Іванович (25 березня 1982, Перехрестівка Роменський район Сумська область) — український економіст. Доктор економічних наук (2017), професор (2018), проректор з наукової роботи Сумського національного аграрного університету.

## Біографія
Народився 25 березня 1982 року в селі Перехрестівка Роменського району Сумської області.
У 2004 році з відзнакою закінчив Сумський  аграрний університет за спеціальністю «Менеджмент зовнішньоекономічної діяльністю».
Кандидат економічних наук з 2011 року. Тема кандидатської дисертації «Організаційно-економічні засади розвитку маркетингу сільськогосподарських підприємств». У 2016 році захистив дисертацію на здобуття наукового ступеня доктора економічних наук за спеціальністю 08.00.04 — економіка та управління підприємствами (за видами економічної діяльності). Тема докторської дисертації: «Системи управління конкурентоспроможністю аграрних підприємств: теорія, методологія, практика». У 2013 році присвоєне вчене звання доцента по кафедрі статистики, аналізу господарської діяльності та маркетингу.
З 2004 по 2011 рік працював на посадах асистента, старшого викладача, доцента у Сумському національному аграрному університеті.
З 2011 по 2012 рік — начальник управління навчання і розвитку персоналу концерну NIKMAS.
З 2012 по 2018 рік — завідувач науково-дослідної частини Сумського національного аграрного університету, професор кафедри статистики, АГД та маркетингу (за сумісництвом).
З 11 червня 2018 року призначений на посаду проректора з наукової роботи Сумського національного аграрного університету.

## Наукова діяльність
За період науково-педагогічної діяльності одноосібно та в співавторстві опубліковано більше 120 наукових та науково-методичних праць, в тому числі 5 підручників та навчальних посібників з грифом МОН, 7 монографій, 6 статей у виданнях, що індексуються наукометричними базами Scopus та Web of Science. Брав участь у більш ніж 30 наукових конференціях в Україні, Білорусі, Німеччині, Польщі, Румунії, США та інших країнах. Виконавець науково-дослідних тематик, що фінансуються Міністерством освіти і науки України, міжнародними організаціями, суб'єктами юридичної діяльності.
З 2015 по 2016 рік проходив стажування у Варшавському університеті в рамках спільного проекту МОН України та Польщі «Інноваційний університет». Неодноразово був учасником грантових проектів, в тому числі за програмою Erasmus+.
Вільно володіє англійською мовою (сертифікат рівня В2).
Заступник голови секції "«Економічні перетворення; демографічні зміни та благополуччя суспільства» наукової комісії Міністерства освіти і науки України. Голова науково-координаційної ради Сумського національного аграрного університету. Є членом Всеукраїнської асоціації маркетингу, співзасновник неурядових громадських організацій «Рада молодих вчених» та "Краса та розум Сумщини. Член редакційних колегій наукових журналів «Вісник Сумського національного аграрного університету» (Україна), «International Agricultural Management» (Німеччина), Problems and Perspectives in Management (Україна).

## Нагороди
Нагороджений почесною грамотою Міністерства аграрної політики та продовольства України (2011), почесною відзнакою Міністерства освіти і науки України «Відмінник освіти України» (2017), Лауреат Премії Кабінету Міністрів України за особливі досягнення молоді у розбудові України (2011), лауреат обласної премії в галузі освіти ім. А. С. Макаренка (2014), стипендіат Кабінету Міністрів України (з 2018), Лауреат Премії Президента України для молодих вчених (2019),